# دانشگاه آزاد اسلامی واحد ملایر
دانشگاه آزاد اسلامی واحد ملایر از قدیمی‌ترین واحدهای دانشگاه آزاد اسلامی است که در سال ۱۳۶۷ در شهر ملایر بنیاد شد. دانشگاه آزاد واحد ملایر با ۵۶ رشته کاردانی، کارشناسی، کارشناسی ارشد و دو رشته دکتری در سال ۱۳۹۶ نزدیک به ۳۵۰۰ دانشجوی بومی و غیر بومی داشته‌است هم‌اکنون ریاست دانشگاه آزاد اسلامی واحد ملایر بر عهده دکتر ستارابراهیمی  می‌باشد.
این دانشگاه هم‌اکنون با ۳ هزار و ۵۰۰ دانشجو در ۷۴ رشته دارای ۲۶ دانشکده علوم انسانی، فنی و مهندسی و آموزشکده سما است.
همچنین دانشکده علوم پزشکی دانشگاه آزاد ملایر ازسال 1396 بادورشته پیراپزشکی پرستاری واتاق عمل وبا جذب 60دانشجو شروع بکارنمود ودرحال حاضر دارای 280دانشجوی شاغل به تحصیل میباشد.

## پردیسها و مراکز آموزشی

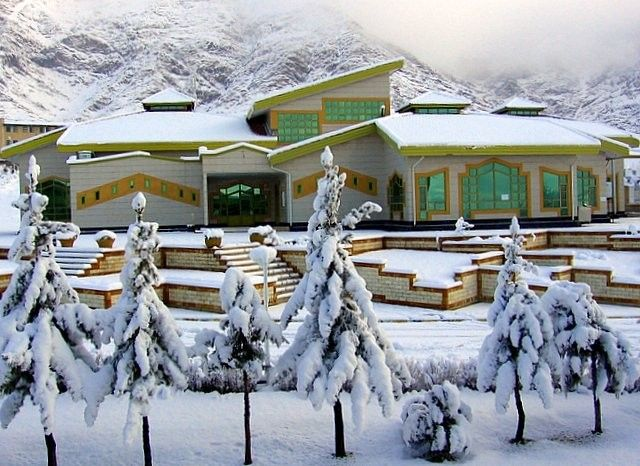
سلف غذا خوری دانشگاه آزاد ملایر

- پردیس مرکزی: در قسمت غربی شهر ملایر و در بلوار پرستار واقع شده‌است در حال حاضر پردیس اصلی دانشگاه به حساب می‌آید.
- پردیس ساختمان خاتم انبیاء: این پردیس شامل دانشکده علوم پزشکی و دانشکده پیراپزشکی واقع در ابتدا جاده سلامت قرار دارد
- پردیس علوم تحقیقات ملایر: این پردیس در حال ساخت است[۴]
- پردیس سامن: در سامن یکی از شهرهای تابعه ملایر واقع شده‌است
- پردیس سما: واقع در بلوار ولیعصر
- مجتمع آموزشی متوسطه سما
- مجتمع آموزشی راهنمایی سما
- مجتمع آموزشی ابتدایی سما